# OpenSPARC
Az OpenSPARC egy 2005 decemberében indult nyílt forráskódú hardver projekt. 
A Sun Microsystems első lépésben a teljesen 64 bites, 32 szálas UltraSPARC T1-es („Niagara”) mikroprocesszorának regiszterátviteli szintű (RTL) Verilog kódjával járult hozzá a projekthez,
mikor 2006. március 21-én kiadta a T1-es IP mag forráskódját a GNU General Public License v2 alatt.
A 2005-ös UltraSPARC architektúra megfelel a SPARC V9 Level 1 szabványnak, további kiegészítésekkel, valamint számos, az összes UltraSPARC processzorra jellemző Sun általi kiterjesztést tartalmaz.
A teljes OpenSPARC T1 rendszer 8 magból áll, mindegyik mag egyidejűleg négy szál végrehajtására képes, ami összesen 32 végrehajtó szálat alkot. A magok sorrendben hajtják végre az utasításokat, a végrehajtó logika 6 fokozatú futószalag fölött működik.
2007. december 11-én a Sun az OpenSPARC projekten keresztül elérhetővé tette az UltraSPARC T2 processzor RTL-jét is, amelyet szintén a GNU General public licenc v2 alatt adott ki.
Az OpenSPARC T2 8 magos, futószalagja 16 fokozatú, végrehajtása 64 szálat biztosít.

## Fordítás
Ez a szócikk részben vagy egészben  az   OpenSPARC című angol Wikipédia-szócikk ezen változatának fordításán alapul.  Az eredeti cikk szerkesztőit annak laptörténete sorolja fel. Ez a jelzés csupán a megfogalmazás eredetét és a szerzői jogokat jelzi, nem szolgál a cikkben szereplő információk forrásmegjelöléseként.